# Cordulegaster parvistigma
Cordulegaster parvistigma là loài chuồn chuồn trong họ Cordulegastridae. Loài này được Selys mô tả khoa học đầu tiên năm 1873.